# Aragóniai Ferdinánd (V. Alfonz és Híjari Margit fia)
Aragóniai Ferdinánd (? – 1423 előtt), Idősebb Ferdinánd, spanyolul: Fernando de Aragón y Híjar, katalánul: Ferran d'Aragó i d'Híxar, aragóniai nyelvjárásban: Ferrando I d'Aragón y Íxar, olaszul: Ferdinando d'Aragona. A Trastámara-ház tagja. V. István magyar király 8. leszármazottja.

## Élete
V. (I.) Alfonz aragón és szicíliai királynak Aragóniai Margit híjari (híxari/íxari) bárónővel folytatott házasságon kívüli viszonyából származó fia.
V. Alfonz aragóniai király 1416-ban trónra került, de a feleségétől Trastámara Mária kasztíliai királyi hercegnőtől, aki elsőfokú unokatestvére volt, nem születtek gyermekei. Csak házasságon kívül született gyermekek maradtak utána. Vajay Szabolcs kutatásai megerősítik, hogy Alfonznak két Ferdinánd nevű fia volt. Az idősebb Ferdinánd Aragóniai Margit híjari bárónőtől született, de mind a kisfiút, mind pedig az édesanyját a féltékeny, gyermektelen aragón királyné, Kasztíliai Mária vízbe fojtatta. V. Alfonz ugyancsak Ferdinánd nevű másodszülött fiának pedig Giraldona Carlino volt az anyja. A történeti források és irodalmak sokszor egybemosták őket, és bizonytalanság volt az anya személye körül. A tévedést éppen az okozta, hogy mindkét gyermeket Ferdinándnak hívták. V. Alfonz örökösének a származása már életében nagyon sok pletyka forrása volt, és egyesek szerint egészen a királyi családig értek a szálak, mégpedig az aragón királyné húgát, Kasztíliai Katalin villenai hercegnőt, III. Henrik kasztíliai király kisebbik lányát nevezték meg a gyermek anyjának, de ez az újabb kutatások fényében nem állja meg a helyét. Kasztíliai Katalin, aki V. Alfonz kisebb öccsének, Aragóniai Henrik villenai hercegnek volt az első felesége, és ugyanúgy V. Alfonz elsőfokú unokatestére volt, mint a felesége, Mária királyné, egy gyermeket biztosan világra hozott, amely szülés az ő és gyermeke életébe került 1439-ben, de ismereteink szerint ez volt az egyetlen szülése.
V. Alfonz a másodszülött fiára már sokkal jobban vigyázott, és Giraldona Carlinótól még két lánya született, és a feleségétől távol neveltette őket.